# Икономически и паричен съюз на Европейския съюз
Икономическият и паричен съюз (ИПС) е общо название за група политики, насочени към сближаване на икономиките на държавите членки на Европейския съюз. ИПС е създаден през 1992 г. и включва координация на икономическите и фискалните политики, обща парична политика и обща валута – еврото. В рамките на ИПС единната парична политика се определя от Европейската централна банка и се допълва от хармонизирани фискални политики и координирани икономически политики, които обхващат 19-те държави от еврозоната, както и държавите от Европейския съюз извън еврозоната.
ИПС включва три етапа, като всеки етап се състои от прогресивно нарастваща икономическа интеграция. Едва когато държавата достигне третия етап, на нея и се разрешава да приеме еврото като официална валута. В този смисъл, третият етап на сближаване е до голяма степен синоним на участие в еврозоната. Наборът от изисквания, които трябва да бъдат изпълнени, за да може една страна да се присъедини към еврозоната, се нарича „критерии за конвергенция“. Сред тях важно място заема изискването държавата членка да е участвала минимум две години в Европейския валутен механизъм (ERM II), в който валутите на страните-кандидатки демонстрират икономическо сближаване, като поддържат отклонението от целевия си обменен курс спрямо еврото в определени граници
.
Деветнадесет държави членки на ЕС, включително последната Хърватия, са в третия етап и са приели еврото като своя валута. Всички нови държави членки на ЕС трябва да се ангажират да участват в третия етап в договорите си за присъединяване. Само Дания и Обединеното кралство, чието членство в ЕС предхожда въвеждането на еврото, имат юридически дефинирани опции за право за неучастие в Договорите на ЕС, които им предоставят освобождаване от това задължение. Останалите седем държави извън еврозоната са задължени да влязат в третия етап, след като изпълнят всички критерии за конвергенция.